# Claire Rafferty
Claire Lauren Rafferty (ur. 11 stycznia 1989 w Londynie) – była brytyjska piłkarka, wielokrotna reprezentantka kraju.

## Kariera klubowa

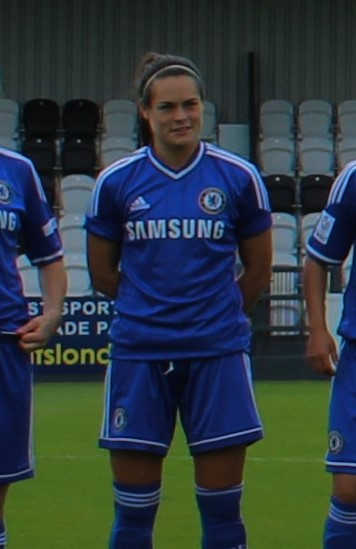
Rafferty w koszulce Chlesea Londyn

Na początku Clarie dołączyła do Millwall Lionesses jako 14-latka. Podczas kariery w tym klubie doznała zerwania więzadła przedniego. Następnie podpisała kontrakt z Chelsea i grała tam aż 11 lat. W tym zespole zagrała ponad 100 spotkań oraz strzeliła 12 bramek na pozycji lewego pomocnika. W sierpniu 2011 ponownie zerwała więzadło przednie. W czerwcu 2018 roku przeniosła się do West Ham i tam spędziła swój ostatni sezon w karierze. Po ostatnim meczu w karierze Clarie Rafferty okrążała boisko z gwizdkiem w ustach.

## Kariera reprezentacyjna
W reprezentacji Anglii U19 wystąpiła po raz pierwszy jako piętnastolatka. Pierwszy cały mecz w seniorskiej reprezentacji rozegrała przeciwko Austrii. Została powołana na Mistrzostwa Świata w Piłce Nożnej Kobiet 2011 oraz na tę samą imprezę w roku 2015.

## Poza piłką nożną
Clarie wielokrotnie występowała jako ekspert w wielu programach telewizyjnych odnośnie do Mistrzostw Świata w Piłce Nożnej Kobiet 2019.

## Życie prywatne
Studiowała ekonomię na Uniwersytecie Longborugh, którą ukończyła w roku 2011.